# 平西抗日战争纪念馆
平西抗日战争纪念馆，位于北京市房山区十渡镇西庄路口8号，是展出北平（今北京）西部地区抗日战争史料的博物馆。平西抗日战争纪念馆管理平西烈士陵园、平西无名烈士陵园、平西抗日战争烈士陵园。

## 平西抗日战争纪念馆
1985年，在杨成武、肖文玖、李德仲、陆平等老将军和老领导倡议下，十渡村建立平西抗日烈士陵园、纪念馆和烈士碑林，纪念馆展厅展出实物、诗稿、照片等史料。
在原平西地区工作战斗过的的老领导们和有关部门的支持下，1990年7月15日，平西人民抗日斗争纪念馆落成。1992年3月26日正式开馆。平西人民抗日斗争纪念馆的陈列反映了1937年至1945年抗日战争中为创建和巩固平西抗日根据地所做贡献和重大牺牲。
2001年，曾在平西战斗过的杨成武、萧克、郑天翔、李运昌、李葆华、孙毅六位老将军联名致信中央领导，要求扩建平西抗日战争纪念馆，并增加晋察冀边区抗战史料内容。2002年11月2日，平西抗日纪念馆新馆扩建工程正式启动。2005年，平西抗日战争纪念馆新馆建成，成为北京地区除中国人民抗日战争纪念馆之外展览面积最大的展览馆。2005年8月29日，在抗日战争胜利60周年之际举行了新馆开馆仪式。2005年12月22日，房编办字〔2005〕70号批复将十渡平西烈士陵园管理处更名为平西抗日战争纪念馆（简称平西抗战馆）。平西抗日战争纪念馆和平西抗日烈士陵园均被北京市人民政府列入全市重点烈士建筑物保护单位，是北京市国防教育基地。
平西抗日战争纪念馆新馆总建筑面积4350平方米，展览面积2500平方米。展览共分八个部分，展出文物268件，图片316幅。馆名“平西抗日战争纪念馆”由萧克题写。馆外有平西抗日纪念碑、百名抗日烈士碑林等场地。2012年，平西抗日战争纪念馆全面改陈。

## 平西抗日烈士陵园
1985年，曾在平西战斗过的萧克、杨成武、肖文玖等老将军和李德仲、陆平等老同志倡议在十渡建立平西抗日烈士纪念碑。1985年10月2日，在十渡拒马河畔的龙山上，建起了平西抗日烈士纪念碑。纪念碑使用房山本地产的汉白玉加工而成，碑上是萧克题写的“抗日战争在平西牺牲的烈士永垂不朽”。1988年10月8日建成护碑亭。2005年改扩建。2009年重新修缮。
2000年上半年，在平西烈士纪念碑前制作完成了有记载的平西知名烈士碑100座，已形成占地200平方米面积的烈士碑林。2010年，
对烈士陵园进行整体改造。
平西抗日烈士陵园先后被定为全国（1996年3月31日）、北京市（1994年4月29日）、房山区（1994年3月20日）重点烈士纪念建筑物保护单位，以及全国爱国主义教育基地（1995年1月1日民政部）、北京市爱国主义教育基地（1995年）、北京市国防教育基地等。

## 平西无名烈士陵园
1999年，为便于集中管理散落民间的烈士遗骨，在十渡镇平峪村建造了无名烈士纪念地，安放700名平西无名烈士遗骨。2012年，房山零散烈士纪念设施保护工作启动，修缮平西无名烈士陵园。平西无名烈士陵园内有平西无名烈士纪念碑，1999年3月3日举行了纪念碑揭幕仪式。
六烈士墓（北京市房山区文物保护单位）原在老帽山。老帽山位于十渡镇。1943年春，日军加紧扫荡平西抗日根据地。一天清晨，日伪马队接近当时的马安村，为给中共县委、县政府及群众转移赢得时间，八路军某部一个排奉命赶到老帽山下的小山头阻击敌军。日伪军的进攻被他们多次击退，最后只剩六名战士，边战斗边向老帽山上转移，最后被日伪军逼到悬崖边，集体跳下悬崖牺牲，后来他们被誉为“老帽山六壮士”。日伪军撤走后，村干部带人找到六位跳崖战士的遗体，安葬在铁路大桥北面的地里，分成三个墓，因不知姓名故墓地没插牌子。1984年，当地政府在老帽山上建立“老帽山六壮士纪念碑亭”，题词是“为中华民族解放事业英勇献身的六壮士永垂不朽”。2014年，房山区将“老帽山六壮士”墓统一按原样迁到平西无名烈士陵园。

## 平西烈士陵园
2012年，新建平西烈士陵园。2012年起，房山区开始对辖区内烈士墓和纪念设施开展建设修护，到2014年清明节前，已将388座零散烈士墓迁至新建的位于韩村河镇圣水峪村的平西烈士陵园。
平西烈士陵园靠山建设，墓地自下而上呈阶梯状。墓碑全为卧式碑，花岗岩底座，汉白玉碑面，每座碑前都有一株云杉。陵园内有纪念广场，广场正中心是一座高13.1米的主题纪念碑，碑上有“革命英烈永垂不朽”八个大字，四周有汉白玉栏杆雕饰，碑底为英雄人物浮雕镶嵌，碑侧是四块英烈墙，墙上刻烈士名录。
郭士红烈士墓（北京市房山区文物保护单位）原先在极乐禅寺东院内，坐北朝南，土宝顶，墓碑圆首方座，宽0.7米，高2.27米，厚0.57米。碑阳楷书红字“爆炸英雄郭烈士士红之墓”。碑阴无额，首题：郭士红同志事迹，碑文是：“郭士红同志原籍绥远省丰镇县黑土洞村，出身贫农，一九四五年入伍，翌年加入中国共产党，历任班、排长等职务，转战晋察冀正太、青仓、保北诸战役。历次攻坚，均负突击之责，屡建功绩。平定一役毁敌强固工事，卒将城门炸毁。为歼彼顽敌而开道厥功。尤其发明手榴弹拉火爆炸既秘密又保险，并能同时点燃数箱炸药，使爆炸力加大。进行任务时，胆大心细，沉着勇敢，精心计划，钻研创造，高度发挥技术加勇敢之效力，将爆破技术大加提高，由是而被选为旅之爆炸英雄，不幸于本年九月十三日房山周口店战斗中光荣殉职，其时年仅二十。郭士红同志为一名优秀之共产党员，人民忠勇之卫士。虽不幸牺牲，而彼爆炸大旗将在大反攻中到处飘扬，为人民立功不惜牺牲之精神，永留人间。晋察冀军区野战军三纵九旅政治部。中华民国三十六年十一月 日。”2013年至2016年之间，郭士红烈士墓已迁至平西烈士陵园，墓碑改为汉白玉卧碑，墓主作“郭仕红（1925-1945.9）”，碑文是：“1945年参加中国人民解放军，同年加入中国共产党，历任班长、排长。在战斗中多次承担爆破攻坚任务，屡建战功，被全旅战士推选为爆破英雄。1945年9月13日在周口店战斗中壮烈牺牲，时年20岁。”这段碑文有误。
郭永生烈士墓（北京市房山区文物保护单位）原先在涞宝路一渡附近的沃德酒庄内，坐北朝南，墓碑方首方座，宽0.59米，高1.34米，厚0.15米。碑阳首浮雕云朵，碑额楷书“英气犹存”，碑身楷书双钩碑文“郭永生同志之墓”，四周雕缠枝莲。碑阴首浮雕云朵，碑额楷书“精神不死”，碑身边缘浮雕几何纹，首题“郭政委英烈碑”，碑文是：“郭永生同志为江西省永丰县人，一九三二年参加中国工农红军，为中国人民解放的事业英勇奋斗十余年如一日。一九四八年保北战役中光荣牺牲，时年三十四岁，任团政治委员。中华民国三十七年八月一日立。”碑后原有郭永生的土宝顶，中华人民共和国成立初期其家属将郭永生归葬原籍。2016年之前，郭永生烈士墓已迁至平西烈士陵园，墓碑改为汉白玉卧碑，墓主作“郭永生（1914-1948.7）”，碑文是：“郭永生同志江西省永丰县人，1932年参加中国工农红军，为中国人民的解放事业英勇奋斗，十余年如一日。1948年7月保北战役中光荣牺牲，时年34岁，任职团政治委员。（原墓迁移石家庄烈士陵园）。”
赵然墓（北京市房山区文物保护单位）原先在十渡镇西庄村的十渡民俗风情园内，墓碑宽0.45米，高1.12米，厚0.35米，碑首浮雕云朵，碑阳额楷书“名垂千古”，碑文是：“中共房、涞、涿联合县委书记，房、涞、涿联合县县议会议长，赵然烈士之墓，中共房山县县委、县政府一九六三年立，房山区民政局一九八四年四月修复。”碑阴的碑文是：“赵然烈士生平简介：赵然，字学雍，一九一八年出生于房山县河北乡李各庄村，一九三八年三月参加革命，同年加入中国共产党，历任房良、房涞涿联合县县委书记、县议会议长等职。是房良县第一个公开的中共党员。在抗日战争的艰苦岁月里，赵然在房良、房涞涿的山区和平原，从事抗日宣传、建党建政、扩军、征粮破交、除奸反特等工作。为平西抗日根据地的巩固和发展呕心沥血，由于积劳成疾，于一九四四年五月十九日为党殉职，年仅二十五岁。”碑后有高约1.5米的灰土宝顶。2016年之前，赵然墓已迁至平西烈士陵园，墓碑改为汉白玉卧碑，墓主作“赵然（1918.11-1944.5）”，碑文是：“房山县李各庄人。1938年3月参加革命，同年5月加入中国共产党。曾任中共房（山）良（乡）联合县县委书记兼县大队政委，房（山）涞（水）涿（县）联合县县委书记等职。由于在抗战的艰苦岁月里日夜奔忙，积劳成疾，1944年5月病逝，年25岁。”
王仲民烈士墓（北京市房山区文物保护单位）。王仲民（1905-1941），河北省遵化县燕各庄人。1937年参加通州事变，1938年参加冀东大暴动，随后转战平西，任抗日组织的技术书记、文书，历经三年有余，后患急症，1941年12月12日在房山区蒲洼乡病逝。1942年1月15日修建王仲民烈士墓，原址在蒲洼乡蒲洼村西1.5公里的北套。1960年代初，家属将遗骨迁回烈士原籍。1984年蒲洼乡政府将烈士墓碑迁到蒲洼村五队附近，墓碑方首方座，宽0.5米，高1米，碑首浮雕云朵，额楷书“民族英雄”。2013年，王仲民烈士墓已迁至平西烈士陵园，墓碑改为汉白玉卧碑，墓主作“王仲民（1905-1941.12）”，碑文是：“河北省遵化县燕各庄人。1938年参加冀东暴动，继而转战平西，先后担任技术书记、文书等职。后因身患急症不治，1941年12月12日病逝于蒲洼。”
吉羊烈士墓（北京市房山区普查登记文物）在石楼镇吉羊村南的铁路北侧，是第二次国共内战时期的七烈士墓，现原址仅存一通石碑。碑正面是“七烈士纪念碑 房山区民政局二零一四年五月立”。背面是题记：“1947年11月初，中国人民解放军华北野战军完成了对石家庄市的包围，敌人趁我主力南进之机，大举向我房山县根据地进犯。为阻击来犯之敌，我晋察冀军区三纵队九旅，在房山县琉璃河镇与敌人展开了激烈的战斗，由于国民党暂编第三师部队前来增援，敌众我寡，我军有七名战士壮烈牺牲。 人民英雄精神永存，革命烈士永垂不朽。七位烈士于二〇一四年三月迁往圣水峪平西烈士陵园。”